# Fauglia

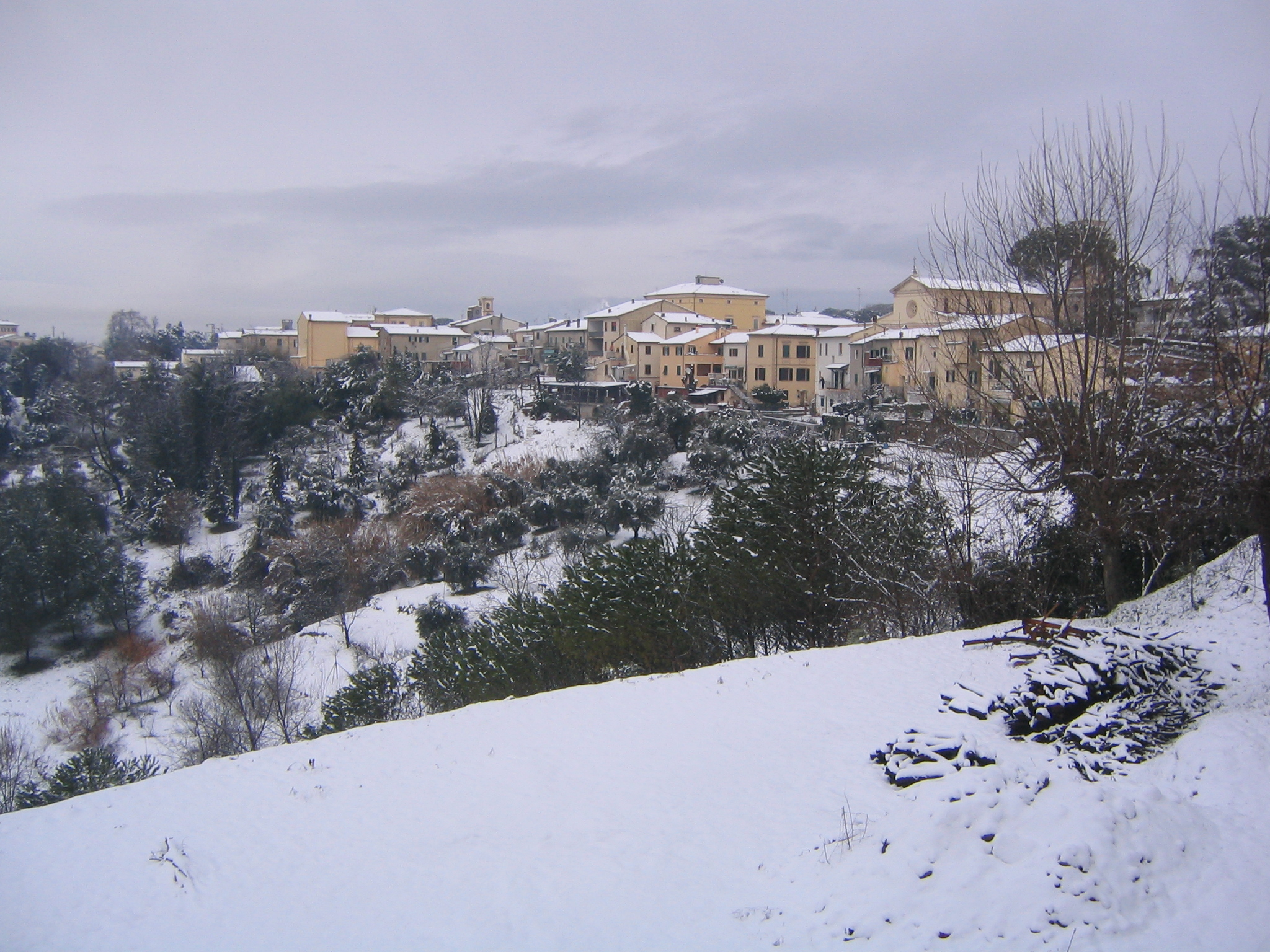
Fauglia sotto la neve

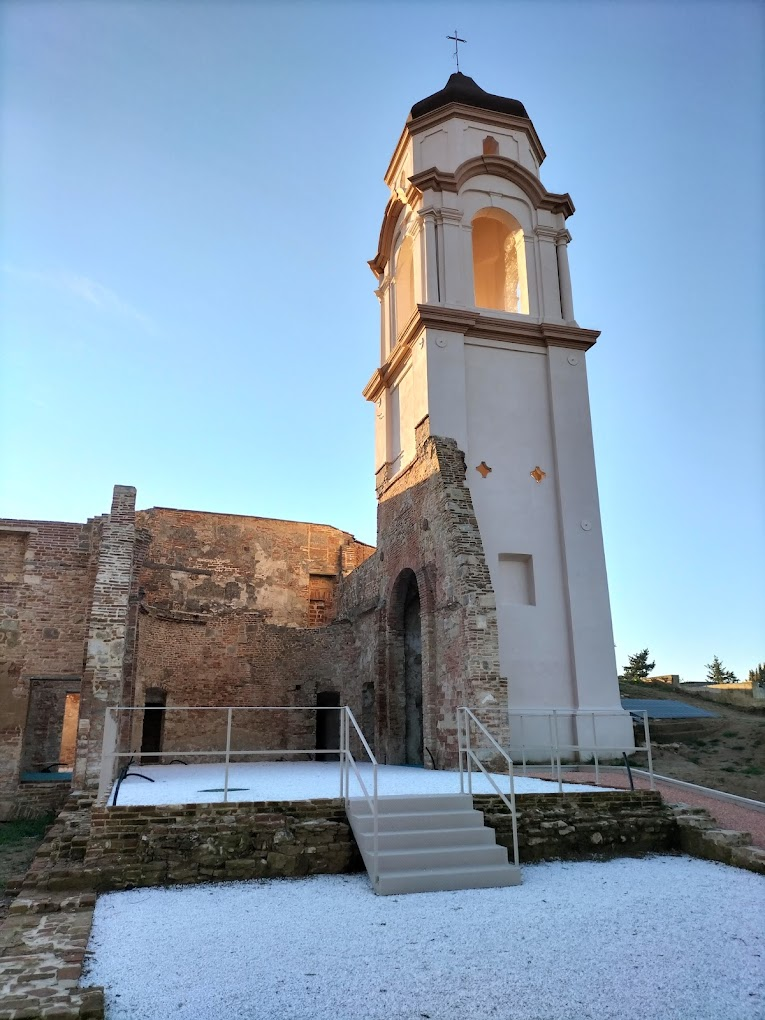
La Chiesa Vecchia di San Lorenzo

(Attilio Zuccagni-Orlandini, Indicatore topografico della Toscana granducale (1856))
Fauglia (Favulia in latino) è un comune italiano di 3 650 abitanti della provincia di Pisa in Toscana.

## Geografia fisica

### Territorio
Fauglia e il suo territorio comunale sono posti all'inizio delle Colline Pisane Inferiori, a sud del Valdarno inferiore, a nord della Maremma Pisana e della Val di Cecina.
Il paese di Fauglia è disteso su una di queste colline, in direzione nord-sud, posizione che lo rende caratteristico per la sua unica strada che lo attraversa, lungo la quale si affacciano edifici, palazzi e piazzette.
Il suo territorio è prevalentemente collinare, ma non mancano porzioni pianeggianti come le zone intorno alle frazioni di Valtriano (nota anche per i mobilifici) e di Acciaiolo. La frazione di Luciana, fondata forse in una possessione della gente dei Lucii come riporta il Repetti, si erge invece su una collina, a guardia della piana del torrente Tora, il corso d'acqua principale del comune. La frazione di Poggio Pallone è anch'essa in collina, adiacente all'abitato di Collesalvetti (praticamente ne costituisce un quartiere extra-comunale). Le Vallicelle, i Poggetti e Santo Regolo risultano aggregati di poche abitazioni, sparse fra le alture intorno alla piana del Tora.
- Classificazione sismica: zona 2 (sismicità medio-alta), Ordinanza PCM 3274 del 20/03/2003

### Clima
- Classificazione climatica: zona D, 1682 GG
- Diffusività atmosferica: media, Ibimet CNR 2002
- Dati:https://it.climate-data.org/europa/italia/tuscany/fauglia-110305/

| Fauglia            | Gen  | Feb  | Mar  | Apr  | Mag  | Giu  | Lug  | Ago  | Set  | Ott  | Nov  | Dic  |
| ------------------ | ---- | ---- | ---- | ---- | ---- | ---- | ---- | ---- | ---- | ---- | ---- | ---- |
| T. max. media (°C) | 10,5 | 11,3 | 14,3 | 17,9 | 22,0 | 25,7 | 29,0 | 29,2 | 25,9 | 21,0 | 15,6 | 11,4 |
| T. min. media (°C) | 2,9  | 3,6  | 6,0  | 9,2  | 12,7 | 15,8 | 18,1 | 18,3 | 15,3 | 11,5 | 7,2  | 4,0  |

## Storia
Il toponimo è attestato per la prima volta nel 1187 come Favulia e deriva forse dal latino faba, per cui Fauglia significa "campo di fave".
Ribellatasi al dominio della Repubblica di Pisa nel 1315 per opera dei conti di Montescudaio, tornò presto all'obbedienza, ma successivamente passò sotto il potere dei fiorentini.
In seguito alla distruzione del castello, nel 1433 ad opera dei fiorentini stessi, il paese andò pian piano strutturandosi come oggi lo si vede, lungo il crinale della collina su cui si distende.
Gran parte degli edifici del centro storico furono costruiti a partire dal 1600 fino al 1800, il periodo di maggiore floridezza economica della zona. I punti d'interesse del paese sono la chiesa e il palazzo comunale (rispettivamente del 1867 e del 1875) e il campanile della chiesa vecchia risalente al XVII secolo. Recentemente sono stati rinvenuti, in corrispondenza dell'antica piazza del mercato, alcuni antichi depositi di granaglie, di cui uno è ancora visibile.
Fin dal 1400 la storia del paese è legata alle lotte tra Pisa e Firenze, terminate con l'affermazione di quest'ultima come egemone di tutto il territorio toscano.
Dal 1606 al 1808 il comune, insieme a quelli di Lorenzana, di Rosignano e di Livorno costituivano il capitanato nuovo di Livorno.
All'epoca il comune comprendeva anche gli attuali territori dei comuni di Crespina e Collesalvetti: nel 1808, sotto Napoleone, venne istituito il Comune di Collesalvetti che, un secolo più tardi, nel 1902 insieme a Crespina, si staccò da Fauglia, divenendo autonomo.

### Simboli
Lo stemma e il gonfalone del comune sono stati concessi con decreto del presidente della Repubblica del 3 novembre 2010.
Il gonfalone è un drappo di rosso.

## Monumenti e luoghi d'interesse

### Architetture religiose
- Chiesa di San Lorenzo
- Chiesa Vecchia di San Lorenzo
- Chiesa di Santa Lucia a Luciana

### Architetture civili

#### Ville
- Villa Conti
- Villa Masseria Le Querciole di Cecere roberth
- Villa Gioli
- Villa Trovarsi - Residenza di Marta Abba
- Villa Marcacci
- Villa Jonasson
- Villa Giannini
- Villa Salsiccioni
- Villa Sant'Antoni di Giuseppe Bernardini
- Palazzo Hugo
- Villa Rosselli

## Società

### Evoluzione demografica
Abitanti censiti

## Cultura

### Scuole
Sul territorio comunale sono presenti diverse scuole facenti parte dell'Istituto Comprensivo "Giovanni Mariti":
- Una scuola primaria intitolata a "Giovanni Paolo II" e la scuola secondaria di I° Grado a Fauglia
- Una scuola dell'infanzia nella frazione di Acciaiolo e una nella frazione di Valtriano
- Un asilo nido in via di costruzione da parte dell'Amministrazione Comunale nella frazione di Valtriano

### Biblioteche
- Biblioteca comunale[11]

### Teatri
- Teatro Comunale di Fauglia[12]

### Musei
- Museo Giorgio Kienerk[13]

### Fonti storiche
- Fonte di Portonari
- Fonte dei Castagni
- Il Fontino
- Fonte di Meino
- Fonte del Merlo
- Fonte di Santo Regolo

### Agricoltura
- Gremigno di Fauglia

### Eventi
A Fauglia e nelle relative frazioni vengono organizzati molti eventi durante l'anno, soprattutto nella stagione estiva, dove l'Amministrazione Comunale, in collaborazione con il Teatro Comunale di Fauglia, le Associazioni e i Privati promuove un ricco calendario. Gli eventi estivi vengono raccolti nella rassegna "Fauglia Estate".
Tra i vari eventi si elencano di seguito quelli più di rilievo:
- Gennaio: Collin'Aria corsa podistica
- Giugno: Scudo di Faullia, Fauglia's Got Talent ed Escursione attraversando il Cammino d'Etruria
- Agosto: la Festa Paesana e la Festa di San Lorenzo Patrono
- Settembre: Navigarte Fauglia
- Dicembre: Mercatini di Natale nel centro di Fauglia

## Geografia antropica

### Suddivisioni storiche
- Centro storico
- Pontita
- Montalto
- Badalucco
- Casaferri
- Sorbo

### Frazioni
- Acciaiolo (34 m s.l.m., 213 ab.)
- Luciana (112 m.s.l.m., 317 ab.)
- Valtriano (11 m.s.l.m., 467 ab.)

### Altre località del territorio
Lo statuto comunale riconosce i seguenti agglomerati:
- Case Nuove
- Fondo la Grotta
- Pagliana
- Poggetti
- Poggio Pallone
- Postignano
- Pugnano
- San Regolo
- Scacciapolli
- Selvagrossa

## Economia
Nel Dizionario Geografico Fisico Storico della Toscana, stampato in più volumi a partire dal 1836, il geografo Repetti scrive: «Fauglia è uno de' villaggi più popolati delle colline pisane, fabbricato a borghetti abitati da molti artigiani, il più dei quali si applicano al mestiere di sarto».
Anticamente la maggior parte degli abitanti era dedita all'agricoltura; oggi, mentre continua la produzione di vini DOC, gran parte della popolazione è occupata nel settore dell'industria, del commercio e del terziario in generale; molto fiorente inoltre è anche l'attività di agriturismo.
La principale area di produzione del comune è situata nella zona delle frazioni di Acciaiolo e Luciana, mentre presso la frazione di Valtriano si trova un'area più commerciale.

## Infrastrutture e trasporti
- Autolinee extraurbane gestite da Autolinee Toscane: linea 50 (Pisa-Collesalvetti-Fauglia-Crespina), linea 51 (Pisa-Collesalvetti-Acciaiolo/Fauglia-Lorenzana-Orciano), linea 380 (Vicarello-Valtriano-Cenaia-Pontedera) e linea 107 (Livorno-Collesalvetti-Acciaiolo-Lorenzana-Orciano-Santa Luce-Pastina-Pomaia-Castellina Marittima).
- Ferrovia Pisa-Collesalvetti-Vada Il trasporto viaggiatori è stato soppresso nella metà degli anni '90 con la relativa disattivazione della linea stessa. La linea è stata riattivata nel 2004, ma attualmente viene utilizzata per il transito di treni merci e treni passeggeri deviati. Fa parte delle linee fondamentali di RFI.
- Busitalia Rail Service Servizio sostitutivo Trenitalia sulla tratta Cecina-Pisa Via Acciaiolo con due corse: 6:45 da Acciaiolo per Stazione FS Pisa Centrale e 14:30 da Acciaiolo per Stazione FS Cecina. Fermata di fronte al bar di Acciaiolo in sostituzione della stazione ferroviaria di Fauglia-Lorenzana. Servizio svolto solo nei giorni scolastici.

## Amministrazione
Di seguito è presentata una tabella relativa alle amministrazioni che si sono succedute in questo comune.
| Periodo          | Periodo          | Primo cittadino   | Partito                                                        | Carica      | Note   |
| ---------------- | ---------------- | ----------------- | -------------------------------------------------------------- | ----------- | ------ |
| 30 giugno 1988   | 21 febbraio 1990 | Mauro Ferrini     | Partito Comunista Italiano                                     | Sindaco     | [ 15 ] |
| 21 febbraio 1990 | 7 giugno 1993    | Carlo Fagiolini   | Partito Comunista Italiano, Partito Democratico della Sinistra | Sindaco     | [ 15 ] |
| 7 giugno 1993    | 28 aprile 1997   | Alberto Rossi     | -                                                              | Sindaco     | [ 15 ] |
| 28 aprile 1997   | 14 maggio 2001   | Alberto Rossi     | -                                                              | Sindaco     | [ 15 ] |
| 19 maggio 2001   | 4 dicembre 2003  | Riccardo Froli    | lista civica                                                   | Sindaco     | [ 15 ] |
| 4 dicembre 2003  | 30 dicembre 2003 | Domenico Mannino  |                                                                | Comm. pref. | [ 15 ] |
| 30 dicembre 2003 | 14 giugno 2004   | Salvatore Di Ciao |                                                                | Comm. pref. | [ 15 ] |
| 14 giugno 2004   | 8 giugno 2009    | Riccardo Froli    | centro-destra                                                  | Sindaco     | [ 15 ] |
| 8 giugno 2009    | 26 maggio 2014   | Carlo Carli       | lista civica: Fauglia Democratica                              | Sindaco     | [ 15 ] |
| 26 maggio 2014   | 27 maggio 2019   | Carlo Carli       | lista civica: Fauglia Democratica                              | Sindaco     | [ 15 ] |
| 27 maggio 2019   | 10 giugno 2024   | Alberto Lenzi     | lista civica: Fauglia Democratica                              | Sindaco     | [ 15 ] |
| 10 giugno 2024   | in carica        | Alberto Lenzi     | lista civica: Fauglia Democratica                              | Sindaco     | [ 15 ] |

### Gemellaggi
Fauglia è gemellata con:
- Semriach
- Gmund am Tegernsee
- Cruas

## Sport
- Fauglia Calcio è la squadra calcistica del paese, iscritta al campionato amatoriale UISP. Le gare casalinghe vengono disputate nello storico impianto sportivo intitolato a Giampiero Giampieri.
- Acciaiolo Calcio A.S.D. fondata nel 1978, ma attiva a livello provinciale dal 2008, che milita nel campionato di Terza categoria. Tra il 2014 e il 2018 la società dette vita a due sodalizi fondendosi prima con Lorenzana-Crespina A.S.D. prendendo il nome di Atletico Etruria (2014-2017), e poi con la S.C. Cenaia formando l'Atletico Cenaia (2017-2018), salvo poi tornare in proprio con il nome originario dalla stagione 2018-2019. I colori sociali sono il giallo e il blu. Le partite casalinghe sono disputate allo Stadio Comunale di Acciaiolo, situato presso l'area artigianale della frazione.
- L'impianto sportivo polivalente, inaugurato dall'Amministrazione Comunale nel 2023 presso la scuola Primaria di Fauglia è una palestra coperta gestita dalla Pielle pallacanestro Livorno in collaborazione con la Polisportiva di Fauglia, attrezzata per Basket e Volley, dove oltre agli allenamenti delle squadre Pielle e Polisportiva Fauglia Volley, vengono organizzati corsi di MiniBasket e MiniVolley per i più piccoli e Basket e Volley per i grandi. La palestra viene utilizzata anche dalla scuola primaria lì adiacente.
- Il Centro polivalente di Valtriano, gestito dalla Polisportiva Piero Cartacci, è un centro sportivo comunale attrezzato con un campo da calcetto di ultima generazione e un campo da tennis al coperto.

## Curiosità
- Al Comune è stata intitolata una via nel quartiere romano Portuense, area del mercato rionale Magliana, situato nel XI (ex XV) municipio.